# زویا (فیلم)
زویا (روسی: Зоя) فیلمی در ژانر درام به کارگردانی لف آرنشتام است که در سال ۱۹۴۴ منتشر شد.